# Antoniuskapelle (Müddersheim)

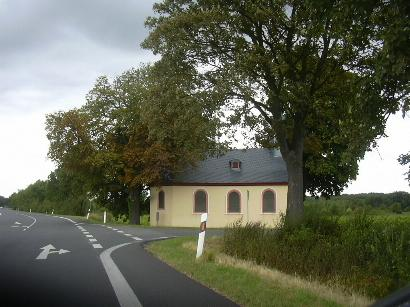
Die Kapelle an der B 477

Die Antoniuskapelle Müddersheim steht in der Nähe des Ortsteiles Müddersheim in der Gemeinde Vettweiß im Kreis Düren, Nordrhein-Westfalen.
Die Kapelle ist ein verputzter Steinbau mit Schieferdach und einem schmiedeeisernen Durchsteckgitter aus dem 17. Jahrhundert; ihre Grundfläche beträgt 5 m × 10 m. Auf einem im Chorraum eingemauerten Stein ist „Anno 1669“ eingemeißelt. Auf einem ehemaligen Türsturz steht: „RENOVATUM ET AUCTUM 1786 RENOVATUM 1906“.

## Geographie
Die Kapelle steht unmittelbar an der Bundesstraße 477, einem alten römischen Heerweg vom nahegelegenen Zülpich nach Neuss. Sie dient seit 1832 als Begräbnisstätte der Reichsfreiherren Geyr von Schweppenburg, deren Wasserburg Burg Müddersheim etwa 300 m entfernt liegt.

## Geschichte
Die Kapelle wurde im Jahre 1669 von Katharina von Hocherbach, geb. von Kinzweiler, einer Cousine des Jesuiten Johann Adam Schall von Bell,  zur Abwendung der Pest erbaut. Durch Cornelius Joseph von Geyr wurde sie im Jahre 1786 erweitert.
Innen stehen ein Barockaltar, einige Figuren und Grabsteine aus dem 18. und 19. Jahrhundert. Außen über der Tür befindet sich das Ehewappen von Geyr und von Groote.
Im Jahre 2019 jährte sich das Jahr seit der Erbauung der Kapelle zum 350. mal.

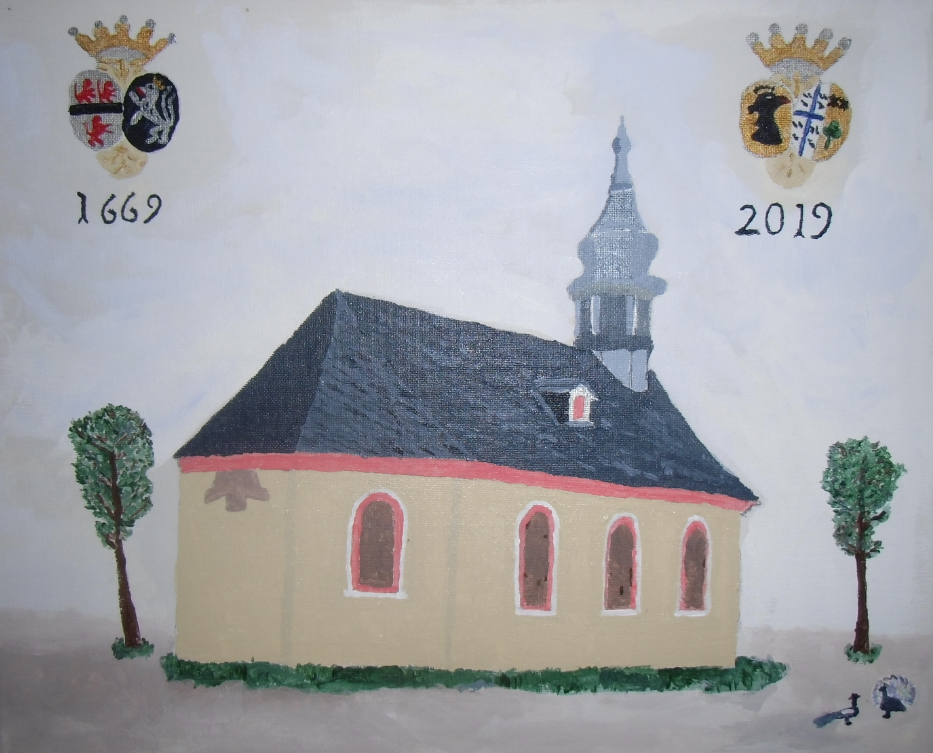
350 Jahre Antoniuskapelle zu Müddersheim, Gemälde des Künstlers Alexander M. Freiherr von Randerath

Die Kapelle steht unter Denkmalschutz.
Koordinaten: 50° 44′ 49,2″ N, 6° 39′ 23,9″ O